# Prosopistoma mccaffertyi
Prosopistoma mccaffertyi is een haft uit de familie Prosopistomatidae. De wetenschappelijke naam van de soort is voor het eerst geldig gepubliceerd in 2010 door Barber-James.
De soort komt voor in het Afrotropisch gebied.